# パリメトロ10号線
10号線（10ごうせん、フランス語: Ligne 10）は、パリ交通公団（RATP）の運営するフランスの首都パリを含むイル＝ド＝フランス地域圏のメトロ（地下鉄）路線の一つ。パリ近郊南西部ブローニュ＝ビヤンクールのブローニュ＝ポン・ド・サン＝クル駅と、パリ市内東部のオステルリッツ駅までを東西に結ぶ。1923年に開業。

## 概要
10号線は、パリのメトロ（地下鉄）路線のひとつで、パリ西部のブローニュの森に近いブローニュ＝ポン・ド・サン＝クル駅から東へ延びてセーヌ川を渡り、セーヌ川南岸地域を東西に横切って、オステルリッツ駅に至る。途中、ブローニュ＝ジャン・ジョレス駅から南北に分岐し、ジャベル＝アンドレ・シトロエン駅で合流する。
1923年12月開業。10号線としての開業は1923年だが、ボーグルネル駅（現シャルル・ミシェル駅）〜ラ・モット＝ピケ・グルネル駅間は8号線として1913年7月に、ボーグルネル〜ポルト・ドートゥイユ駅間は1913年9月に開業している。1937年の路線付けかえで現在の路線の原型ができ上がる（詳しくは8号線の歴史を参照）。以降、延伸工事が繰り返され、1981年、現在の形となった。
ブローニュ方面からオステルリッツ駅へ至る路線だが、途中、ブローニュ＝ジャン・ジョレス駅とジャベル＝アンドレ・シトロエン駅の区間で南北に分岐する。

10号線の路線図

## 歴史

1937年の路線付けかえ（8号線から10号線への移管）

### 年表
- 1913年7月13日：ボーグルネル駅（現シャルル・ミッシェル駅）〜オペラ駅区間が8号線として開業。
- 1913年9月30日：ボーグルネル駅〜ポルト・ドートゥイユ駅間延伸。
- 1923年12月30日：アンヴァリッド駅〜クロワ・ルージュ駅（現在は閉鎖）間が10号線として開業。
- 1925年3月10日：クロワ・ルージュ駅〜マビヨン駅間延伸。
- 1926年2月14日：マビヨン駅〜オデオン駅間延伸。
- 1930年2月15日：オデオン駅〜プラス・ディタリー駅間延伸。
- 1930年3月7日：プラス・ディタリー駅〜ポルト・ド・ショワジー駅間延伸。
- 1931年4月26日：プラス・モンジュ駅〜ポルト・ド・ショワジー駅間を分離し、7号線に移管。モベール＝ミュテュアリテ駅〜プラス・モンジュ駅を閉鎖し、モベール＝ミュテュアリテ駅〜ジュシュー駅に置き換え。
- 1937年：8号線のポルト・ドートゥイユ駅〜ラ・モット＝ピケ＝グルネル駅間が、デュロック駅から延伸された10号線に分離移管。 デュロック駅〜アンヴァリッド駅間は、当時14号線に委託され、後に13号線と合併。
- 1939年7月12日：ジュシュー駅〜オーステルリッツ駅間延伸。
- 1980年10月3日：ポルト・ドートゥイユ駅〜ブローニュ＝ジャン・ジョレス駅間延伸。
- 1981年10月2日：ローニュ＝ジャン・ジョレス駅〜ブローニュ＝ポン・ド・サン＝クル駅間延伸

## 沿線概況
10号線西端のブローニュ＝ポン・ド・サン＝クル駅は、パリ西郊の都市であるブローニュ＝ビヤンクールに位置している。路線は、ここからパリ南部に向かって東に伸び、ブローニュ＝ジャン・ジョレス駅の先で南北に分岐する。北側の分岐線は、ポルト・ドートゥイユ駅、ミケランジュ＝オートゥイユ駅などを経由してセーヌ川を渡り、ジャベル＝アンドレ・シトロエン駅で南側の分岐線に合流する。南側の分岐線は、ミケランジュ＝モリトール駅、シャルドン＝ラガシュ駅などを経てセーヌ川を渡り、ジャベル＝アンドレ・シトロエン駅で北側の分岐線に合流する。北側の分岐線は西のブローニュ＝ポン・ド・サン＝クル駅方面への、南側の分岐線は東のオステルリッツ駅方面への一方通行となっている。
南北分岐線の合流後は、蛇行があるものの、ほぼ東に向けて路線は進む。ジャベル＝アンドレ・シトロエン駅から、ラ・モット＝ピケ＝グルネル駅を経て陸軍士官学校、ユネスコの横を進み、デュロック駅、セーヴル＝バビロヌ駅を経て、サンジェルマン・デ・プレ、カルチェ・ラタンを通過し、終点のオステルリッツ駅に至る。

## 駅一覧
|    | 駅名                                      | 駅名                                              | 接続路線                                            | 所在地                   | 所在地                   |
| -- | ----------------------------------------- | ------------------------------------------------- | --------------------------------------------------- | ------------------------ | ------------------------ |
| ↓↑ | ブローニュ＝ポン・ド・サン＝クル駅        | Boulogne - Pont de Saint-Cloud （Rhin et Danube） | トラム： 2号線（パルク・ド・サンクル停留所）        | ブローニュ＝ビヤンクール | ブローニュ＝ビヤンクール |
| ↓↑ | ブローニュ＝ジャン・ジョレス駅            | Boulogne - Jean Jaurès                            |                                                     | ブローニュ＝ビヤンクール | ブローニュ＝ビヤンクール |
| ↓  | ミケランジュ＝モリトール駅                | Michel-Ange - Molitor                             | メトロ： 9号線                                      | パリ                     | 16区                     |
| ↓  | シャルドン＝ラガシュ駅                    | Chardon-Lagache                                   |                                                     | パリ                     | 16区                     |
| ↓  | ミラボー駅                                | Mirabeau                                          |                                                     | パリ                     | 16区                     |
| ↑  | ポルト・ドートゥイユ駅                    | Porte d'Auteuil                                   |                                                     | パリ                     | 16区                     |
| ↑  | ミケランジュ＝オートゥイユ駅              | Michel-Ange - Auteuil                             | メトロ： 9号線                                      | パリ                     | 16区                     |
| ↑  | エグリーズ・ドートゥイユ駅                | Église d'Auteuil                                  |                                                     | パリ                     | 16区                     |
| ↓↑ | ジャヴェル＝アンドレ・シトロエン駅        | Javel - André Citroën                             | RER： C線（ジャヴェル駅）                           | パリ                     | 15区                     |
| ↓↑ | シャルル・ミッシェル駅                    | Charles Michels                                   |                                                     | パリ                     | 15区                     |
| ↓↑ | アヴニュ・エミール・ゾラ駅                | Avenue Émile-Zola                                 |                                                     | パリ                     | 15区                     |
| ↓↑ | ラ・モット＝ピケ＝グルネル駅              | La Motte-Picquet - Grenelle                       | メトロ： 6号線、 8号線                              | パリ                     | 15区                     |
| ↓↑ | セギュール駅                              | Ségur （UNESCO）                                  |                                                     | パリ                     | 7区、15区                |
| ↓↑ | デュロック駅                              | Duroc                                             | メトロ： 13号線                                     | パリ                     | 6区、7区、15区           |
| ↓↑ | ヴァノー駅                                | Vaneau                                            |                                                     | パリ                     | 6区、7区                 |
| ↓↑ | セーヴル＝バビロヌ駅                      | Sèvres - Babylone                                 | メトロ： 12号線                                     | パリ                     | 6区、7区                 |
| ↓↑ | マビヨン駅                                | Mabillon                                          |                                                     | パリ                     | 6区                      |
| ↓↑ | オデオン駅                                | Odéon                                             | メトロ： 4号線                                      | パリ                     | 6区                      |
| ↓↑ | クリュニー＝ラ・ソルボンヌ駅              | Cluny - La Sorbonne                               | RER： B線、 C線（サン＝ミッシェル＝ノートルダム駅） | パリ                     | 5区                      |
| ↓↑ | モベール＝ミュテュアリテ駅                | Maubert - Mutualité                               |                                                     | パリ                     | 5区                      |
| ↓↑ | カルディナル・ルモワヌ駅                  | Cardinal Lemoine                                  |                                                     | パリ                     | 5区                      |
| ↓↑ | ジュシュー駅                              | Jussieu                                           | メトロ： 7号線                                      | パリ                     | 5区                      |
| ↓↑ | オステルリッツ駅 (ガール・ドステルリッツ) | Gare d'Austerlitz                                 | メトロ： 5号線 RER： C線 フランス国鉄               | パリ                     | 5区、13区                |

- 全線各駅停車、快速運転はない。
- 全線を通して地下区間。
- ブローニュ＝ジャン・ジョレス駅〜ジャヴェル＝アンドレ・シトロエン駅間は上下線で分岐され、路線・駅が異なる。